# همت‌آباد (صحنه)
همت‌آباد (صحنه)، روستایی از توابع بخش مرکزی شهرستان صحنه در استان کرمانشاه ایران است.

## جمعیت
این روستا در دهستان خدابنده‌لو قرار دارد و براساس سرشماری مرکز آمار ایران در سال ۱۳۸۵، جمعیت آن ۱۱۹ نفر (۲۴خانوار) بوده‌است.